# Schlacht von Clontibret
Clontibret – Carrickfergus – Yellow Ford – Curlew Pass – Cahir Castle – Moyry Pass – Kinsale – Dunboy
Die Schlacht von Clontibret fand im Jahr 1595 während des Neunjährigen Krieges in nördlichen Irland (heutige Grafschaft Monaghan) statt. Kontrahenten in der Schlacht waren die königlich-englischen Truppen von Königin Elisabeth I. und die Rebellentruppen unter der Führerschaft von Hugh O’Neill (2. Earl of Tyrone). Die Schlacht endete mit einem Sieg O’Neills und war gleichzeitig der erste herbe Rückschlag für die englischen Truppen während des Krieges.

## Hintergrund
Die ersten Scharmützel des Neunjährigen Krieges gingen einher mit den englischen Versuchen eine Reihe von Garnisonen an der südlichen Grenze des O’Neill-Gebietes zu errichten. O’Neill belagerte daraufhin umgehend mit seinen Truppen Monaghan Castle. Sir Henry Bagenal, Kommandant der englischen Truppen, brach daraufhin von Dundalk über Newry auf, um der englischen Garnison zu Hilfe zu kommen. Seine Armee war 1750 Mann stark; sie enthielt zwar einige Veteranen, bestand aber großteils aus unerfahrenen Rekruten. Neben einigen wenigen berittenen Soldaten, dominierte die Infanterie, bewaffnet mit Musketen und Piken.

## Die Schlacht
Das Vorspiel der Schlacht von Clontibret bestand hauptsächlich aus Rückzug und Verteidigung der englischen Armee, die nahe der Stadt Monaghan in einen Hinterhalt der Rebellen geriet. Die irischen Rebellen hatten sich in den Wäldern rund um die Straßen nahe Crossdale (ca. 6,5 km von Monaghan entfernt) positioniert, von wo aus sie mit leichten Musketen auf die englischen Truppen feuerten. Es kam dabei nicht zu Nahkampfgefechten und bei der Flucht nach vorn der englischen Truppen nach Monaghan Castle kamen 12 englische Soldaten ums Leben; ca. 30 wurden verwundet.
Zwei Tage später, am 27. Mai brach Bagenal mit einer Marschkolonne in Richtung Newry auf; er nahm eine andere Route, die durch das Gebiet von Drumlin und Clontibret führte. Ein Gebiet mit zahlreichen Hügeln, Wäldern und Mooren – ideal für einen Hinterhalt. Seine Truppen wurden bereits kurz nach dem Aufbruch beschossen und gerieten nahe einem Pass bei Clontibret in einen Hinterhalt.
O’Neills Armee, ca. 4500 Mann stark, war sowohl aus Kontingenten von Soldaten der Clans von O’Neill, MacMahon und Maguire zusammengesetzt, als auch aus schottischen Söldnern. Seitliches Kavalleriefeuer setzte den englischen Truppen sehr zu, und viele englische Soldaten starben. O’Neill wäre bei dieser Schlacht fast selbst getötet worden, als er in einen Nahkampf gegen Seagrave geriet, einem Anführer aus dem Pale. Seagraves Arm wurde von O’Neills Standartenträger abgetrennt und O’Neill tötete Seagrave schließlich mit einem Dolchstoß.
Mit Anbruch der Nacht ließen die Angriffe von O’Neills Männern nach und Bagenal bezog auf einer Anhöhe mit dem Namen Ballymacowen Position. Trotz der Furcht von Bagenal vor einem erneuten Angriff O’Neills im Schutz der Dunkelheit fand dieser nicht statt (angeblich aufgrund von fehlendem Schießpulver), so dass bei Morgengrauen die Verstärkung aus Newry bei Bagenals Truppen eintraf. Weitere Kampfhandlungen fanden nun nicht mehr statt.

## Nachspiel
In der Regierung wurde die Schlacht kaum erwähnt und auch die Verheimlichung der Opferzahlen führte eher dazu, dass die Schlacht als großer Sieg der Rebellen gesehen wurde. Die tatsächlichen Zahlen der gefallenen Soldaten variieren stark, je nachdem welcher Seite man Glauben schenken will. Bagenal gab 31 Tote und 109 Verletzte an diesem zweiten Kampftag an, doch seine Verluste dürften deutlich höher gelegen haben.
Drei Jahre später führte Bagenal eine weitere englische Armee bei der Schlacht am Yellow Ford in einen Hinterhalt von O’Neill, in dem er selbst getötet wurde.